# Coenophlebia archidona
Coenophlebia archidona är en fjärilsart som beskrevs av William Chapman Hewitson 1860. Coenophlebia archidona ingår i släktet Coenophlebia och familjen praktfjärilar. Inga underarter finns listade i Catalogue of Life.

## Bildgalleri

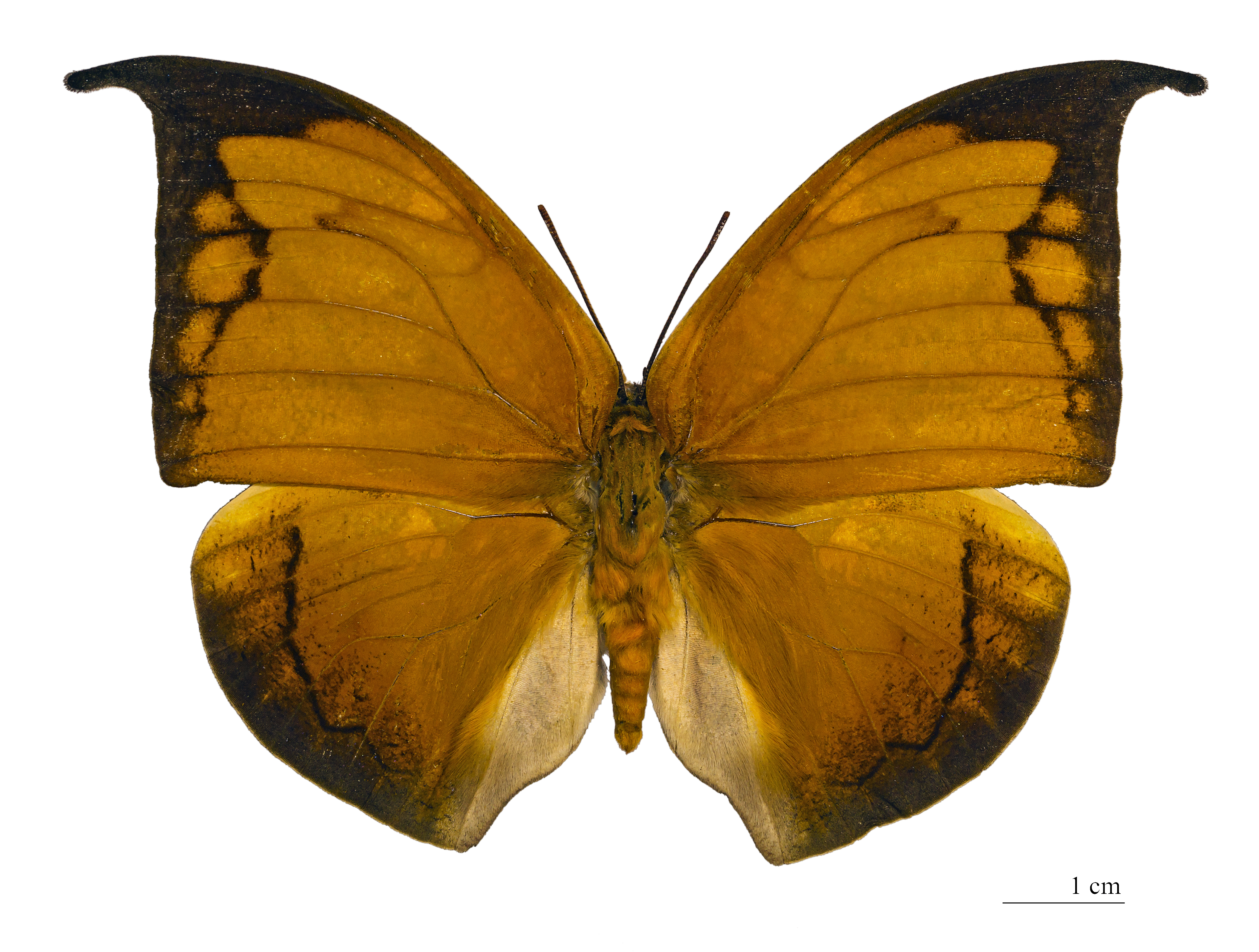
Coenophlebia archidona ♂
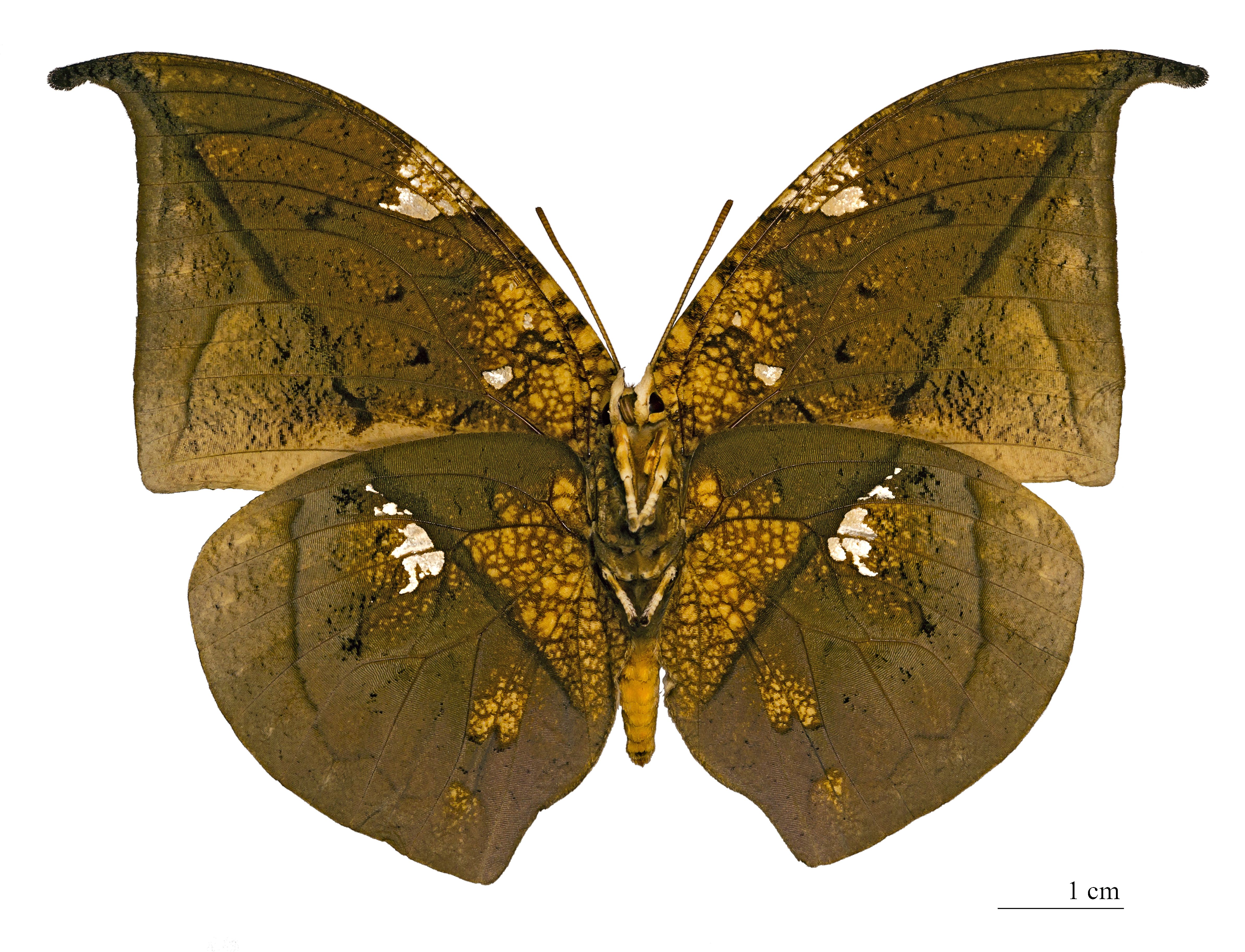
Coenophlebia archidona ♂  △
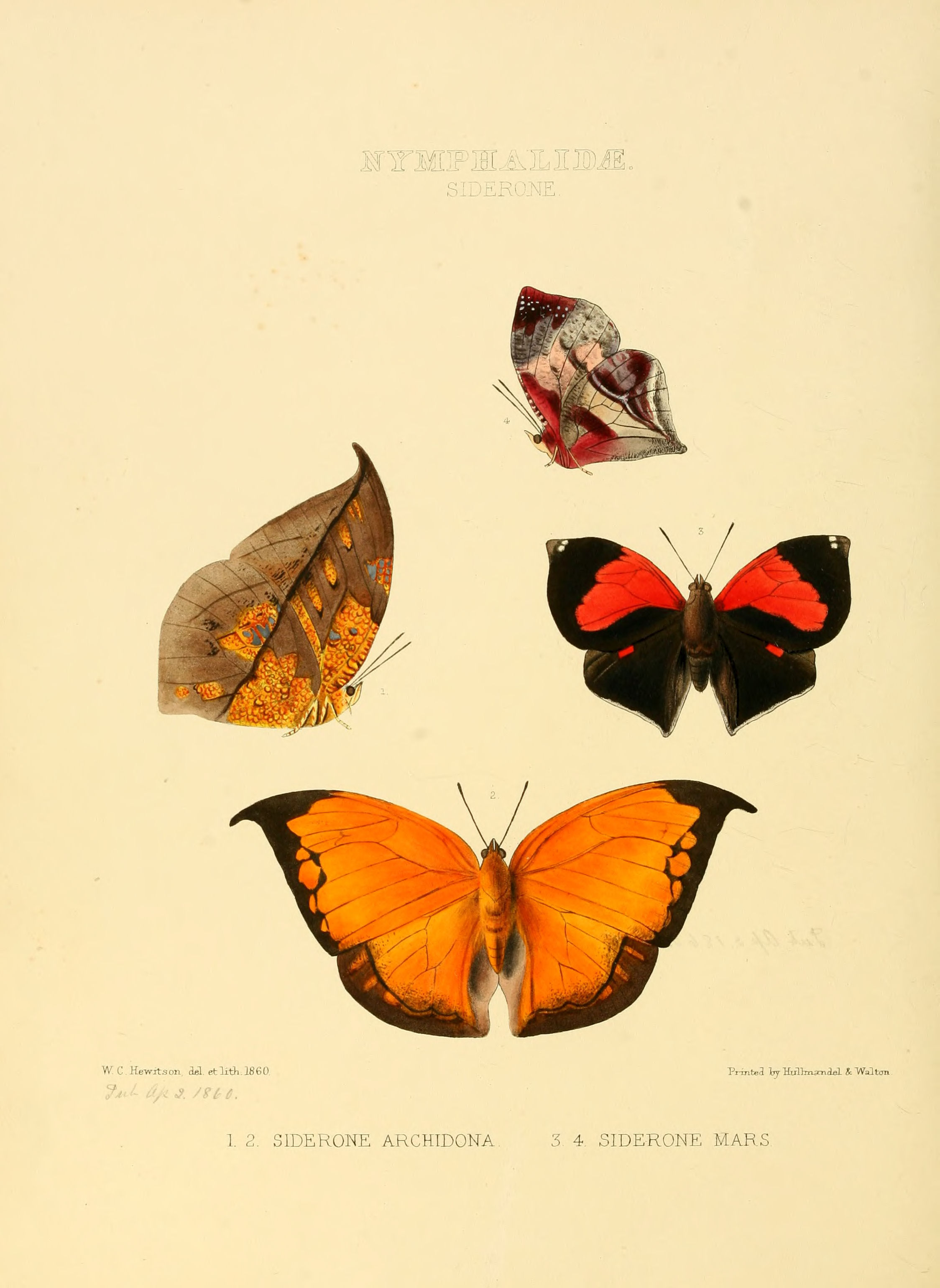